# 索马里
索馬里联邦共和国（Jumhūriyyat aṣ-Ṣūmāl al-Fiderāliyya），通称索馬里（Soomaaliya；，aṣ-Ṣūmāl，/səˈmɑːliə/，so-MAH-lee-ə；），是一個東非國家，屬未開發国家。位於索马里半岛上，东濱印度洋，北临亚丁湾，西与埃塞俄比亚、肯尼亚、吉布提相邻。
索馬利亞居於地中海與印度洋的亞丁灣之南，是各國貨輪由曼德海峽出入蘇伊士運河的必經海路。拥有非洲大陆最长的海岸线，其地形主要由高原、平原和高地组成。全年炎热，有周期性的季风和不规则的较少的降雨。国际公认边界内的索马里人口约为1,500万，其中超过200万人居住在首都和最大城市摩加迪沙，并被描述为非洲文化最单一的国家，大约85%的居民是索马里人，主要居住在该国北部。少数民族主要集中在南方。索马里的官方语言是索马里语和阿拉伯语。该国大多数人是逊尼派穆斯林。
19世纪后期，索马里境内的多个苏丹国分别被意大利、英国和阿比西尼亚殖民。欧洲殖民者将索马里部落领土合并为两个殖民地，分别是意属索马里兰和英属索马里兰保护国。同时，在内陆以苦行僧哈桑为首的德尔维希国与阿比西尼亚、意属索马里兰和英属索马里兰进行了长期对抗，直到1920年的索马里兰战役中被击败。1960年，英国和意大利的两殖民地合併成立了独立的索马里共和国。
1969年，最高革命委员会夺取政权并建立了索马里民主共和国，期间与埃塞俄比亚爆发战争但以失败告终。1991年，西亚德·巴雷政权倒台，索马里陷入内战，北部的索马里兰宣布独立，在此期间大多数地区恢复了习惯法和伊斯兰教法。在2000年代初期，创建了许多临时联邦政府，过渡时期全国政府于2000年成立。2004年的《内罗毕全面协定》签署后，索馬利亞成立过渡政府。2012年中，叛乱分子已经失去了他们占领的大部分领土，2012年8月通过了新的临时宪法， 2012年8月23日结束为期8年的过渡期，8月29日选出联邦议会议长，9月10日全国选民普选产生新总统，9月17日总统内阁人选经联邦议会批准成立，9月21日索马里变为联邦制，各成员国自治管理，同时恢复实行宪政。2006年，在美国支持的埃塞俄比亚干预下，过渡联邦政府控制了索马里南部大部分地区，伊斯兰法院联盟随后分裂为青年党等更激进的团体，他们与过渡联邦政府及其非索特派团盟友争夺该地区的控制权。该国家長年饱受海盗的侵扰，联邦政府與已實質独立的索馬利蘭也存在争议。联邦政府重建后摩加迪沙开始了一段重建时期，索马里一直保持着以牲畜、在国外工作的索马里人侨民的汇款和电信为主的非正规经济。是阿拉伯国家联盟、非洲联盟、不结盟运动和伊斯兰合作组织成员国。索馬利亞是世界上最不發達的國家之一，其人均國內生產毛額、人類發展指數和國家脆弱指數等指標排名均證明。

## 历史

### 古代
索馬利亞所在地以非洲之角闻名于世，被古埃及人称做“邦特之地”。公元前2350年，古埃及人建立了与邦特之地的贸易。公元1世纪，索马利亞海滨的港口与希腊人经商，后来则与罗马商人交易。因此，在古代，索马里是一个重要的商业中心。在中世纪，几个强大的索马里帝国主导了地区贸易，包括阿朱兰苏丹国、阿达尔苏丹国和格莱迪苏丹国。

### 從殖民到獨立
1840年，英国侵入北部；1887年宣布该地为其保护地。1889年義大利王國进占中部，至1925年整个中、南部沦为意属殖民地。
第二次世界大战期间，意屬索馬利亞是意属东非一部份。1941年東非戰役英国占领意属索馬利亞，1949年联合国决议将原意大利侵占地区交義大利托管。
1960年，英屬索馬利蘭和義屬索馬利蘭先后宣告独立。同年7月1日，二者合并为索马里共和国。
1969年，索马里共和国国民军司令穆罕默德·西亞德·巴雷发动军事政变，并在夺得政权后，于10月21日改国名为索馬里民主共和國。期间与埃塞俄比亚军政府爆发歐加登戰爭。

### 內戰與分裂

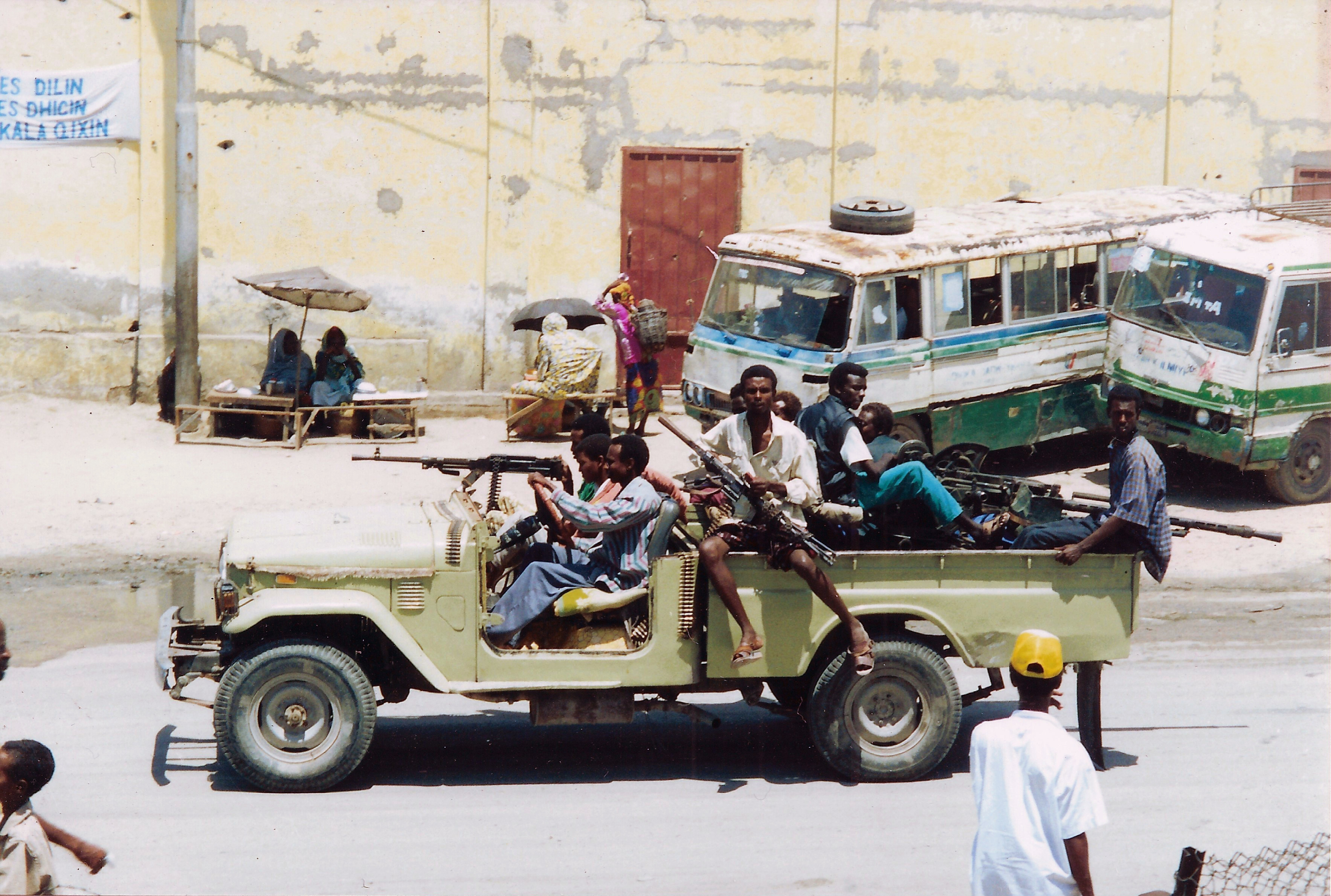
1993年的摩加迪沙街头

1991年1月，穆罕默德·西亞德·巴雷政权被推翻，索马里自此陷入内战，此后国内多个政权并存，该国进入無政府狀態。
1991年5月18日，原英屬索馬利蘭的西部單方面獨立為索马里兰。1993年联合国短暂干预索馬利亞局势后，即因摩加迪沙之戰，美国士兵被打死並被当街示众亵渎被电视播出一事而退出。1995年6月，索马里军阀穆罕默德·法拉赫·艾迪德宣布在摩加迪沙成立临时政府，自任“总统”，在其亡故后的1996年8月，艾迪德之子侯赛因·穆罕默德·法拉赫·艾迪德继任“临时政府总统”。1998年7月，阿卜杜拉希·优素福·艾哈迈德在索马里东北部成立“邦特兰”政府并任主席，该自治政权不谋求独立，承认其是索马里的一部分，邦特兰和索马里兰随后发生边界冲突。
2000年，吉布提在阿尔塔主持召开索马里全国和解会议，和会通过了过渡宪章，选举产生了三年期过渡全国政府，由阿迪卡西姆·薩拉德·哈山出任总统，组建了索马里过渡国家政府，但遭索马里国内派别联合抵制。2002年3月，拉汉文抵抗军宣布成立索马里西南国。
2004年1月29日，索马里各方代表签署了过渡联邦宪章，8月22日，索馬利亞过渡议会在内罗毕成立，12月，索马里过渡联邦政府在肯尼亚成立。2005年6月，过渡政府迁回国内，但是由于缺乏实力，只能在南部城市拜多阿办公。
2006年6月5日，索馬利亞教派武装击败军阀联盟，并控制了摩加迪沙。12月24日，埃塞俄比亚首次公开承认介入了索马里内部的武装冲突。12月28日，索马里过渡政府部队击退教派武装，进驻摩加迪沙。2007年1月23日，埃塞俄比亚开始从索馬利亞撤出军队。2月20日，联合国安理会通过第1744号决议，授权非洲联盟在索馬利亞部署维和部队，以稳定当地局势。3月12日，索馬利亞过渡议会批准过渡政府从拜多阿迁回首都摩加迪沙。

### 戰息後轉為聯邦共和國

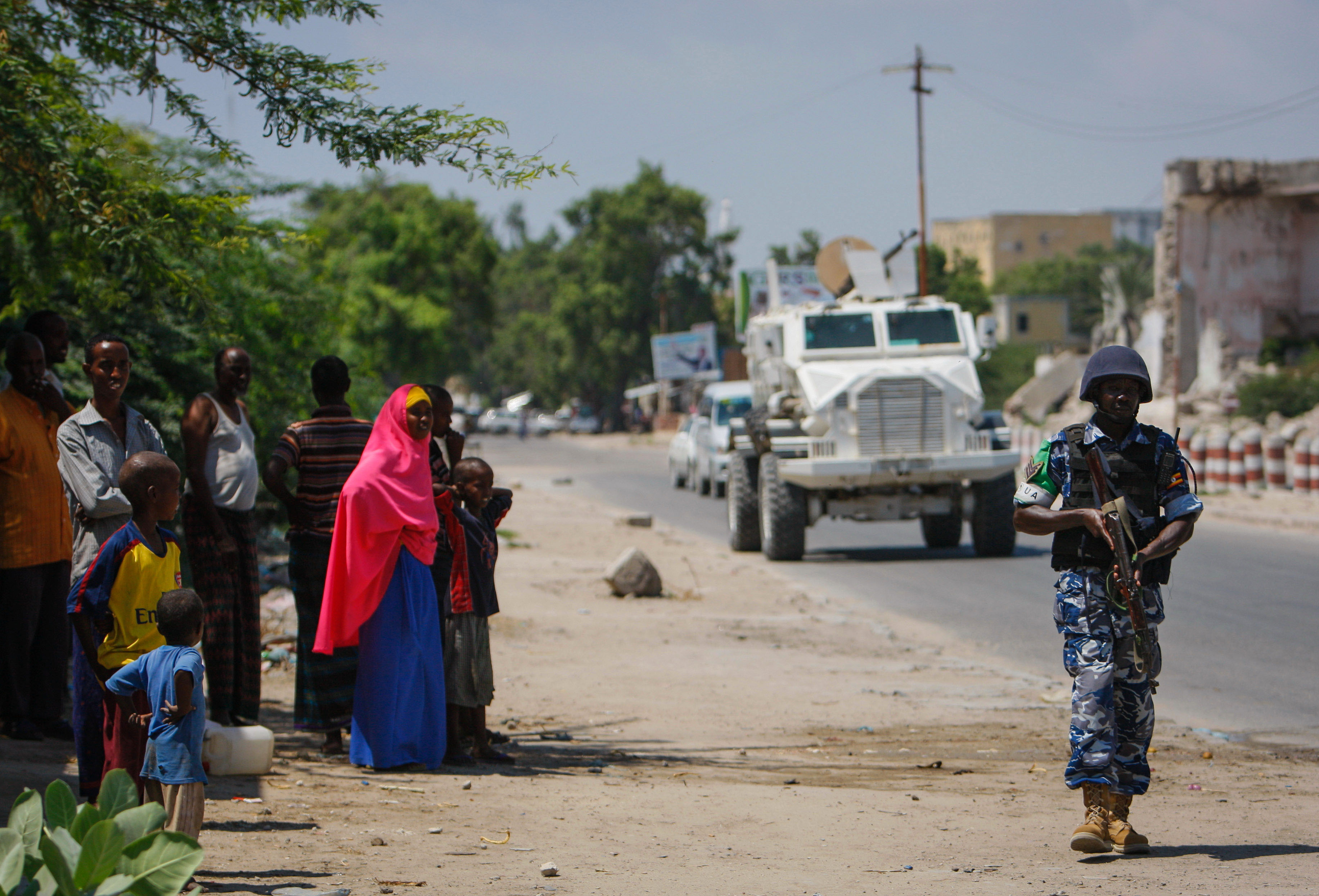
2012年索马里街头的维和部队

2008年12月，索马里过渡联邦政府倒台。2009年1月31日，索马里反对派组织“索马里再解放联盟”领导人谢赫·谢里夫·谢赫·艾哈迈德在吉布地首都吉布地举行的索马里总统选举中获胜。2月14日，据联合国的索马利亞政治办公室透露，索马利亞国会以414票对9票，支持总统艾哈迈德任命阿卜迪拉希德·阿里·舍馬克之子、现阶段拥有加拿大和索馬利亞双重国籍的奥马尔·萨马克（Omar Abdirashid Ali Sharmarke）为新一任政府总理，并于2月20日就职。
2012年7月1日，索馬利亞总统艾哈迈德宣布“为统合国内各派政治力量、维护索马里领土完整”，国家改行联邦制。同年8月2日，国号改为索馬利亞联邦共和国。8月20日，索马里联邦政府正式成立，但西北方的索馬里蘭共和國並未重回聯邦政府。
2013年9月16日，在布鲁塞尔举行的“索馬利亞新政”会议上通过《索馬利亞契约》（The Somali Compact）。
2014年，索馬利亞联邦政府制訂了“2016年愿景”行動框架（Vision 2016: Framework for Action）。
2020年2月，索馬利亞政府因蝗蟲肆虐而宣布「國家緊急狀態」，這是全世界25年來最嚴重的一次，對鄰國肯亞而言，更是70年以來首見。聯合國糧食及農業組織警告，至6月蝗蟲數量可能會增加到500倍。
　　

## 地理

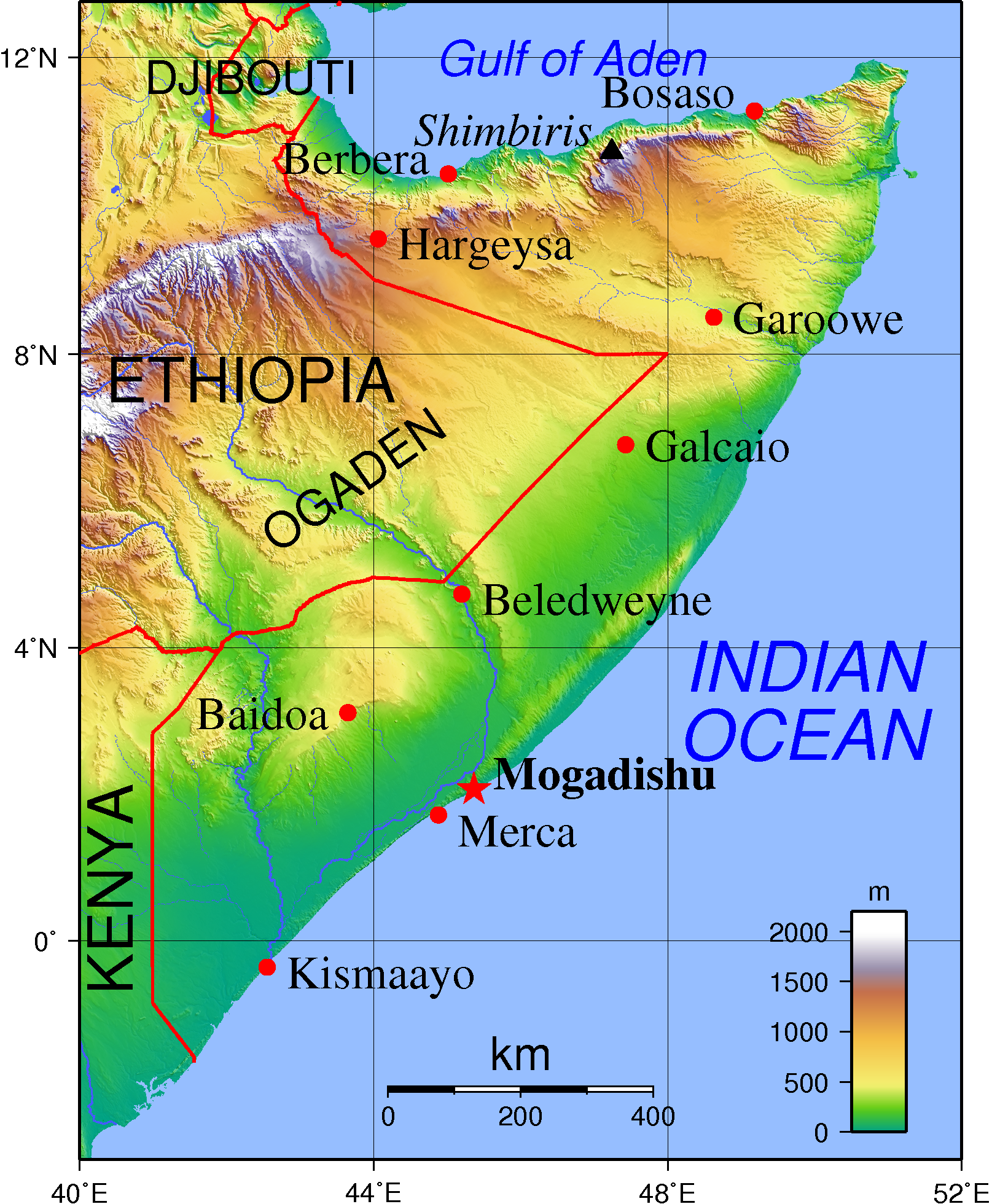
地形图

索马里位于号称“非洲之角”的索马里半岛，该岛呈三角形向东北突出，东濒印度洋，北临亚丁湾，顶端为瓜达富伊角；位于亚、非两大洲交界处，地中海和印度洋间海上航道要冲，地形主要由高原、平原和高地组成。全境以平缓的低高原为主，高度由北向南渐降。有沿海平原、内陆高原、北部山地等地形区。有谢贝利河和朱巴河。內戰前其海岸线长3025多公里, 是非洲大陆和中东地区最长的海岸线。
索马里东北及中部地区属于干旱地区，而西北和南部为半干旱地区，全国约有1.64%土地为可耕地。

### 气候
大部属于热带沙漠气候，西南部属热带草原气候，终年高温，干燥少雨。年降水量自南而北从500～600毫米减至100毫米以下，東北海岸偶爾會有來自北印度洋的氣旋風暴吹襲。全年气温偏热，日最高气温平均为30～40°C。

### 自然资源
主要有铀、铁、锡、石膏、铝土、铜、铅、煤等。此外，还有石油和天然气。多数矿藏未开发。渔业资源丰富，森林覆盖率为13%。

## 人口

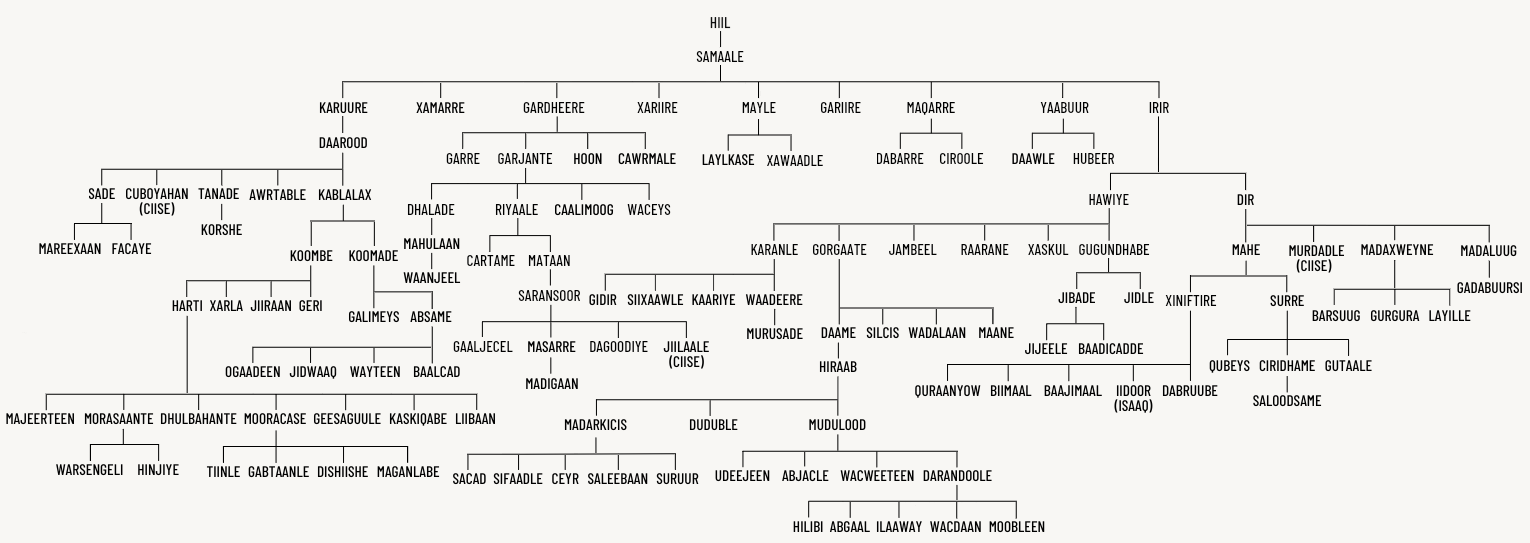
索马里家谱（用索马里语书写）

2018年估计人口有1518万。绝大多数是索马里人，又分萨马莱和萨布两大族系。其中萨马莱族系占全国人口的80%以上，分为达鲁德、哈维耶、伊萨克和迪尔四大部族。萨布族系分为迪吉尔和拉汉文两大部族。伊斯兰教为国教，穆斯林占总人口99%。

### 語言
索馬里語屬於閃含語系庫希特語族，為索馬利亞的官方語言，該語言也在衣索比亞、蘇丹及肯尼亞等地區使用。1922年後索馬里開始採用由奧斯曼·尤瑟夫·肯納迪所研創的奧斯曼亞字母來拼寫，在1960年代時奧斯曼亞字母與拉丁字母兩者並行使用。自1972年起全面採用拉丁字母來拼寫，不過在一些私人及特殊場合也會用奧斯曼亞字母的書寫法。
除索馬里語外，因過去的殖民歷史及與鄰近國家肯亞、烏干達的地緣關係因素，英語及斯瓦希里語在索馬利亞亦廣為通行。而義大利語因去殖民化和戰亂導致的語言學校消失無人使用。

## 行政區劃

### 內戰前區劃
全国分为18个州，分别为：奥达勒、西北、托格代尔、萨纳格、索勒、巴里、努加尔、穆杜格、加尔古杜德、希兰、中谢贝利、贝纳迪尔、巴科勒、拜、下谢贝利、盖多、中朱巴、下朱巴。各州又分为若干地区。

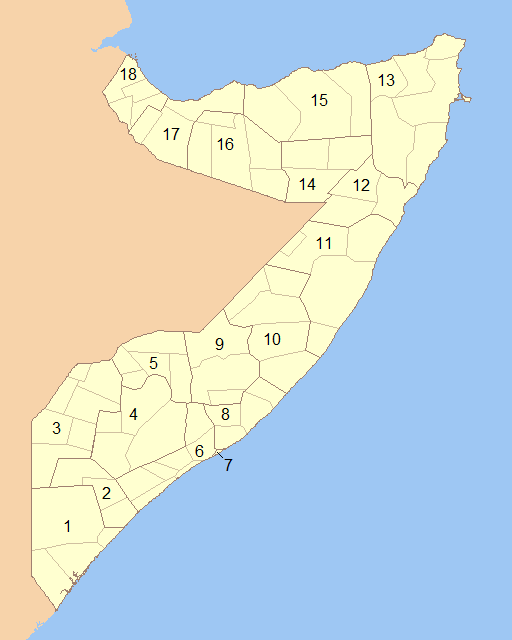
索馬里內戰前區劃。各数字所对应的州份如下：

| ①下朱巴州 ②中朱巴州 ③盖多州 ④拜州 ⑤巴科勒州 ⑥下谢贝利州 ⑦巴纳迪尔州 ⑧中谢贝利州 ⑨希兰州 | ⑩加勒古杜德州 ⑪穆杜格州 ⑫努加尔州 ⑬巴里州 ⑭索勒州 ⑮萨纳格州 ⑯托格代尔州 ⑰沃戈伊加勒贝德州 ⑱奥达勒州 |

### 州县
2012年索马里制定临时宪法，规定两个或多个州可在自愿基础上合并组成联邦成员。2016年，全国联邦成员组建工作结束，共形成6个联邦成员州，分别为：索马里兰（由奥达勒、西北、托格代尔、萨纳格、索勒5个州组成）、邦特兰（主要由巴里州、努加尔州以及穆杜格州北部组成）、加尔穆杜格（由穆杜格州南部和加尔古杜德州组成）、希尔谢贝利（由希兰州和中谢贝利州组成）、西南（由巴科勒州、拜州和下谢贝利州组成）、朱巴兰（由盖多州、中朱巴州和下朱巴州组成）。全国划分为6联邦成员州75區。
| 州               | 人口 (2014年估计) | 地理分区 | 对应的联邦成员州        |
| ---------------- | ----------------- | -------- | ----------------------- |
| 巴纳迪尔州       | 1,650,227         | 中央区   | 索马里联邦政府直辖      |
| 加勒古杜德州     | 569,434           | 中央区   | 加勒穆杜格              |
| 希兰州           | 520,685           | 中央区   | 希尔谢贝利              |
| 中谢贝利州       | 516,036           | 中央区   | 希尔谢贝利              |
| 下谢贝利州       | 1,202,219         | 中央区   | 西南索马里 · 希尔谢贝利 |
| 巴里州           | 719,512           | 东北地区 | 邦特蘭                  |
| 穆杜格州         | 717,863           | 东北地区 | 邦特蘭 · 加勒穆杜格     |
| 努加尔州         | 392,698           | 东北地区 | 邦特蘭                  |
| 奥达勒州         | 673,263           | 西北区   | 索馬利蘭                |
| 萨纳格州         | 544,123           | 西北区   | 索馬利蘭 · 邦特蘭       |
| 索勒州           | 327,428           | 西北区   | 索馬利蘭                |
| 托格代尔州       | 721,363           | 西北区   | 索馬利蘭                |
| 沃戈伊加勒贝德州 | 1,242,003         | 西北区   | 索馬利蘭                |
| 巴科勒州         | 367,226           | 西南区   | 西南索马里              |
| 拜州             | 792,182           | 西南区   | 西南索马里              |
| 盖多州           | 508,405           | 西南区   | 西南索马里 · 朱巴蘭     |
| 中朱巴州         | 362,921           | 西南区   | 西南索马里 · 朱巴蘭     |
| 下朱巴州         | 489,307           | 西南区   | 西南索马里 · 朱巴蘭     |

索馬里內戰爆发後，索馬里出现索馬里蘭、邦特蘭、加勒穆杜格等地方割据政权。2012年，索马里实行联邦制，除索马里兰之外的地方割据政权先后表示拥护联邦政府。目前（2020年），索马里名义上有6个联邦成员州（虽然索马里兰不接受索马里联邦政府管治，但仍被索马里联邦政府划为一个联邦成员州）。

#### 联邦成员州
| 旗帜               | 联邦成员州名称     | 简称             | 成立时间                           | 首府             | 备注                                                                   |
| 现存的联邦成员州   | 现存的联邦成员州   | 现存的联邦成员州 | 现存的联邦成员州                   | 现存的联邦成员州 | 现存的联邦成员州                                                       |
| ------------------ | ------------------ | ---------------- | ---------------------------------- | ---------------- | ---------------------------------------------------------------------- |
|                    | 索马里邦特兰州     | 邦特兰           | 1998年8月1日                       | 加罗韦           | 由努加尔州、巴里州、穆杜格州和萨纳格州组成。                           |
|                    | 索马里加勒穆杜格州 | 加勒穆杜格       | 2006年8月14日                      | 杜萨马雷卜       | 由加勒古杜德州、穆杜格州组成。                                         |
|                    | 索马里朱巴兰州     | 朱巴兰           | 2011年4月3日                       | 布阿莱           | 由盖多州、下朱巴州、中朱巴州组成。                                     |
|                    | 索马里西南州       | 西南             | 2002年4月1日 2014年11月7日（重建） | 巴拉韦           | 由下谢贝利州、中朱巴州、下朱巴州、盖多州、巴科勒州、拜州组成。         |
|                    | 索马里希尔谢贝利州 | 希尔谢贝利       | 2016年10月9日                      | 乔哈尔           | 由希兰州、下谢贝利州、中谢贝利州组成。                                 |
| 名義上的聯邦成員州 |                    |                  |                                    |                  |                                                                        |
|                    | 索马里索马里兰州   | 索马里兰         | 实际上未成立                       | 哈尔格萨         | 名義上由奥达勒州、沃戈伊加勒贝德州、托格代尔州、索勒州、萨纳格州组成。 |

## 產業經濟

索马里羊

索马里约80%人口以畜牧业和半农半牧业为主，畜产品佔国民生产总值的首位，产值约占国内生产总值的40%，畜牧产品出口收入占到出口总收入的50%以上，畜牧多羊、牛、骆驼，是世界上饲养骆驼最多的国家。农产有香蕉、甘蔗、棉花、高梁、玉米等。特产乳香、阿拉伯树胶和没药。工业有制糖、纺织、食品、卷烟等部门。开采绿宝石、石膏，蕴藏铁、铀、锰、铌矿。出口牲畜及其产品（佔出口总值60%以上）、香蕉、乳香、没药；进口机械设备、食品、消费品、燃料等。
根據美國中央情報局及索馬利亞中央銀行的資料顯示，索馬里儘管歷經多年的內戰，仍然保持著健全的非正式經濟，主要產業是畜牧、電匯公司和電信。該國的經濟成長因為缺乏正式的政府統計資料，所以很難預估。2007年，英國商會（BCC）報告顯示，私有企業逐漸增加中，特別是服務業。近年來索馬利亞的主要經濟產業由原先內戰時大多數為國有產業，轉變成私有商業居多，像是市場營銷、航空業、電信等產業。經濟學家彼得·利森將經濟活動的增加歸功於索馬利亞的一種習慣法「xeer」，他認為這種習慣法提供了一個穩定平等的環境，促使經濟發展。

### 第一產業
索馬里最重要的產業是農業。受到鄰國影響，索馬利亞的農業技術已由傳統轉向現代化。根據索馬利亞中央銀行，約80％的人口過著半農半牧的生活，主要飼養山羊、綿羊、駱駝與牛。他們還會收集樹脂和樹膠來增加收入。主要的出口商品為香蕉、魚、木炭；糖、高粱、和玉米則是國內市場重要流通商品。索馬里的商人們藉由地理優勢來挑戰澳大利亞在阿拉伯半島肉類商品的主要地位。除此之外，索馬利亞同時也是世界主要乳香和沒藥的產地。

### 第二產業

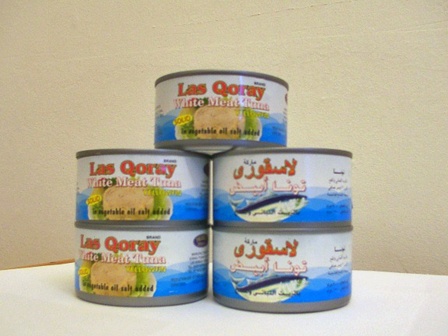
鮪魚罐頭「Las Qoray」

索馬利亞的製造業以農產品加工為主，約佔國內生產總值的10％。不過，因為有許多索馬利亞僑民的投資，一些小型工廠重新開業，甚至還有新開的公司出現。後者主要是位在北部的魚罐頭、肉類加工廠，以及設於首都摩加迪休的瓶裝水、塑膠袋、紡織、皮革、清潔劑、鋁、寢具、漁船、商品包裝及石材加工等工廠。2004年，可口可樂在摩加迪休投資830萬美元開設裝瓶廠，獲得索馬利亞各界投資者的支援。

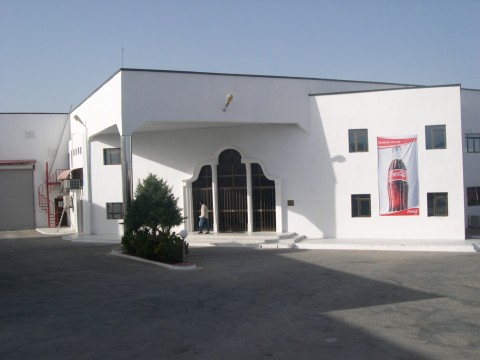
一家位於摩加迪休的可口可樂新裝瓶場

### 第三產業

##### 航空業

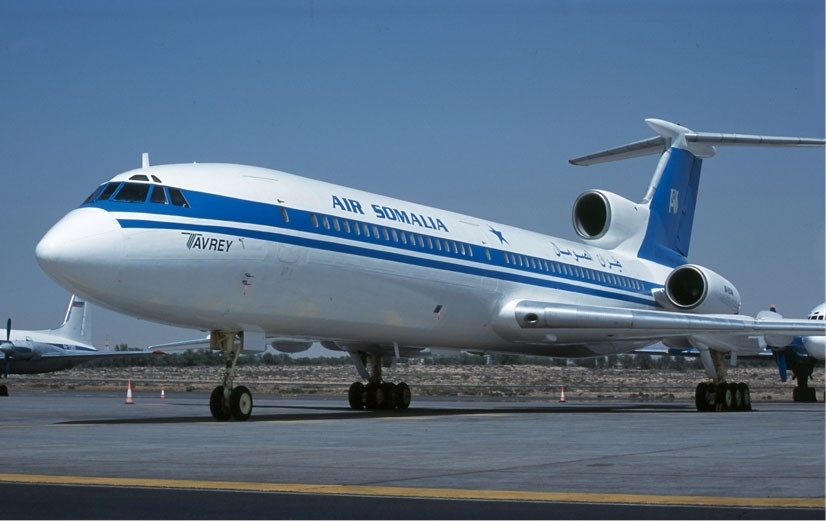
「索馬利亞航空」（Air Somalia）

有大小機場61個，絕大部分條件簡陋，跑道未經鋪墊。摩加迪沙和柏培拉有國際機場，在內戰之前，索馬利亞只有一家且為國有的航空公司（索馬里航空），服務全國。但由於索馬利亞人民投資創業比例增加和政府寬鬆的監管制度，到1997年，國內已有14家民營航空公司共62架飛機，提供國際商務航班。較大型的民營航空公司有索馬利亞航空、朱巴航空公司等航空業者，以上公司主要服務的地區包含國內的摩加迪休、博薩索，以及國外則像是杜拜和吉達。此外，聯合國運送援助物資的飛機也經常在索馬里起降。

#### 電信與媒體
索馬利亞現在有部分業者提供相當先進及具競爭力價格的電信和網際網路服務。內戰開始後，出現許多新開的電信公司，一些不足的相關基礎設施漸漸完善。這些資金大多来自該國的企業家，而專業技術的提供則主要來自中國、南韓和歐洲。在非洲大陸中，索馬利亞新興的電信公司所提供的服務是許多國家仍無法負擔的。客戶可以透過行動電話進行電子金融轉帳等銀行業務工作，以及很方便的獲得網際網路服務。在與如Sprint Nextel公司、ITT公司及Telenor公司等跨國公司結成夥伴關係後，現在這些索馬利亞電信公司已有能力提供非洲最廉價與清晰的通話服務。索馬利亞較大型的電信公司包括Golis電信索馬利亞（Golis Telecom Somalia）、Hormuud電信（Hormuud Telecom）、Somafone及索馬里電信集團等。不過，儘管市場競爭激烈，業者們於2005年簽屬協議，使自家服務的價格能夠穩定，並在正常又不失控的競爭下保持和持續擴大他們的網路市場。索馬利亞的經濟與歐洲的塔吉克和蒙特內哥羅相似。

### 交通運輸

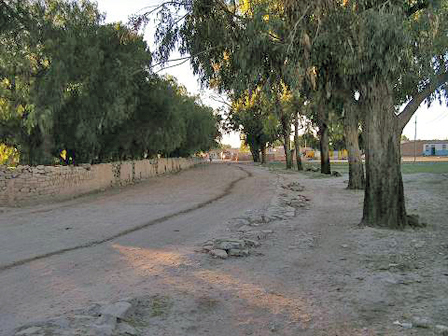
Pathway in old Erigavo.

交通運輸業落後，陸上運輸以公路為主，境內唯一的鐵路是70年代中华人民共和国援建。
主要公路全長15215公里，其中柏油路2880公里，除索馬里蘭境內的部份公路外，大都年久失修。內陸交通運輸主要靠汽車和駱駝。
海上運輸佔重要地位，主要港口有南方的摩加迪沙和基斯馬尤，北方的博薩索馬里。由於南方時有戰鬥，北方兩港承擔主要海運任務。1997年，歐盟出資對博薩索進行了一定程度的現代化改造。

## 政治
索马里内战爆发后全境处于军阀割据状态，国际社会先后召开多次全国和解会议。2004年成立过渡政府，2012年结束过渡期成立内战爆发21年来首个正式政府，除索马里兰单方面宣布独立外，邦特兰等联邦成员仍处于事实上的独立状态。

### 对外关系
1960年独立后因“大索马里”因素长期与埃塞俄比亚交恶，冷战时期曾与苏东阵营断交，内战爆发后处于无政府状态，2008年成立过渡政府后加强睦邻友好的外交政策，重视与美国、中国、土耳其和阿拉伯国家的传统友好关系，是阿拉伯国家联盟成员。
索马里因为长年内乱，导致在索马里境内设置使领馆的国家较少，甚至包括俄罗斯这样的大国也只在吉布提设置非常任大使；其他国家若不在摩加迪沙设置大使馆，通常会让驻索马里大使由驻肯尼亚或埃塞俄比亚大使兼任。不过，大多数国家皆承认索马里的联邦政府，并与之维持邦交。
與中華人民共和國的一個中國政策相似，索马里反对任何国家与索马里兰進行任何形式的官方往來，2019年7月25日，因几内亚总统阿尔法·孔戴邀请索马里兰总统繆斯·比希·阿卜迪访问几内亚首都科纳克里，并为其举行欢迎仪式。索马里為此與几内亚断绝外交关系，同时警告其他国家不要侵犯索马里的主权和统一。2020年12月14日，肯亞總統肯雅塔在首都奈洛比会见了索马里兰总统阿卜迪。索马里政府於12月14日晚间宣布，由于肯尼亚“侵犯其主权、干涉其内政”，索马里政府决定与肯尼亚断绝外交关系。早在11月29日，索马里政府指控肯尼亚干涉其选举，召回驻肯大使，并驱逐了肯驻索大使。
索马里政府宣佈由2025年4月30日起，根據聯合國大會第2758號決議，堅持「一個中國」原則，禁止所有由台灣或其附屬機構簽發的護照及相關旅行證件入境或過境，並已通知所有航空公司營運商及利害關係方。 

## 法律
索马里的法律结构分为三个系统：民法，宗教法，和传统习惯法。

### 民法
在索马里正规司法系统随莫哈梅·西亚德·巴雷政权倒台而崩溃之后，它已得到重建，并由诸如邦特兰和索马里兰等自治大区的地区政府实施。对于索马里过渡联邦政府（TFG），一个新的司法结构已经由各种国际协商而得以构建。
尽管有着显著的政治差异，所有这些政权有着类似的司法结构，其中多半以此前的索马里政府司法系统为基础，其相似性包括：
- 一个确认伊斯兰教法优先地位的宪章，尽管在实践中教法仅主要应用于诸如婚姻、继承和民事争端。
- 上述宪章并保障按普世标准尊重所有法律主体人权，并保证由一个司法委员会来确保司法独立。
- 一个包括最高法院、上诉法院和按地区设立的初审法院的三级司法系统。
- 推翻巴雷政权的政变发生之前生效的文人政府的法律，直至被修改之前依然有效。

### 伊斯兰教法
传统上，伊斯兰教法在索马里社会扮演着重要角色。理论上，在每部索马里宪法中，它都是全部国家立法的基础，但实际上，它仅应用于涉及诸如婚姻、继承和家庭事务的普通民事案件，这一情况在内战开始之后有所改变，在那之后一些新的教法法庭开始涌现于贯穿全国的许多城市和城镇。
这些新教法法庭提供三项职能：
- 对刑事和民事案件作出裁决；
- 组织民兵抓捕罪犯；
- 监禁被定罪者。

这些教法法庭，虽然作为一个集合结构简单，但各自却表现出一种传统的层次结构，包括主席、副主席和四位法官。一个向法院汇报的警察机构负责执行法官们的裁决，但同时也协助平息社区争端和抓捕嫌犯。另外，法庭还管理着关押罪犯的拘留中心。一个独立的财政委员会被赋予征收和管理税收的任务，这些税负由地方权力分配给地区内商人。
2009年3月，新建立的索马里联合政府宣布将把教法作为国家正式司法系统加以实施。

### 索馬里判官政治
数世纪来，索马里人实践着一种被称为“索馬里判官政治”的习惯法，判官政治（Xeer）是一种多中心法律系统，其中不存在一个垄断代理机构来决定法律应该是什么或法律应如何被阐释。
Xeer法系据信是约于7世纪产生于非洲之角的独特产物，没有证据显示它是在别处发展起来，或曾受外来司法系统重大影响，索马里语中的法律术语中缺乏外来词汇这一事实，也印证了Xeer是真正的本土产物。
Xeer法系并已在各种法律职能上出现了确切的专业化分工，你能从中识别出法官（odayal）、法理家（xeer boggeyaal）、侦探（guurtiyaal）、律师（garxajiyaal）、证人（murkhaatiyal）和警官（waranle）。
Xeer由少量不可改变的基础原则所限定，类似于国际法中的断然规范（jus cogens）：
- 为诽谤、偷窃、身体伤害、强奸和致死支付赔偿金（Diyya），对亲属的这些行为承担连带赔偿责任。
- 确保氏族间良好关系，包括公正对待妇女、通过和平使者善意协商、善待受保护成员（如孩子、妇女、虔信者、诗人、客人等）。
- 家庭义务，诸如应付的嫁妆、对私奔的制裁等。
- 涉及牧地、水源和其它自然资源管理的规则。
- 为已婚女眷和新婚夫妇提供资助。
- 向穷人捐赠牲口和其它财产。

## 海盗行为
由於索馬里長年的內戰，與其地理位置的獨特條件（亞丁灣位於連接歐亞的蘇伊士運河的航線必經之海域），導致海盜猖獗。由於國家制度崩潰，他國籍非法越界捕撈的漁船常出現在索馬里的領海中。當地的漁民、商人、叛軍發現他們可以透過海盜的行為獲取更多的利益。在大多數的劫持事件中，人質並沒有受到傷害，通常以交付贖金解決。海盜的組織嚴謹裝備完善，成員多為曾受訓軍人。由於海盜配備大量威力強大的武器及武裝小船，迫使多國政府出動海軍圍剿，尤其在印度洋哈豐角一帶最為頻繁。

## 图片集

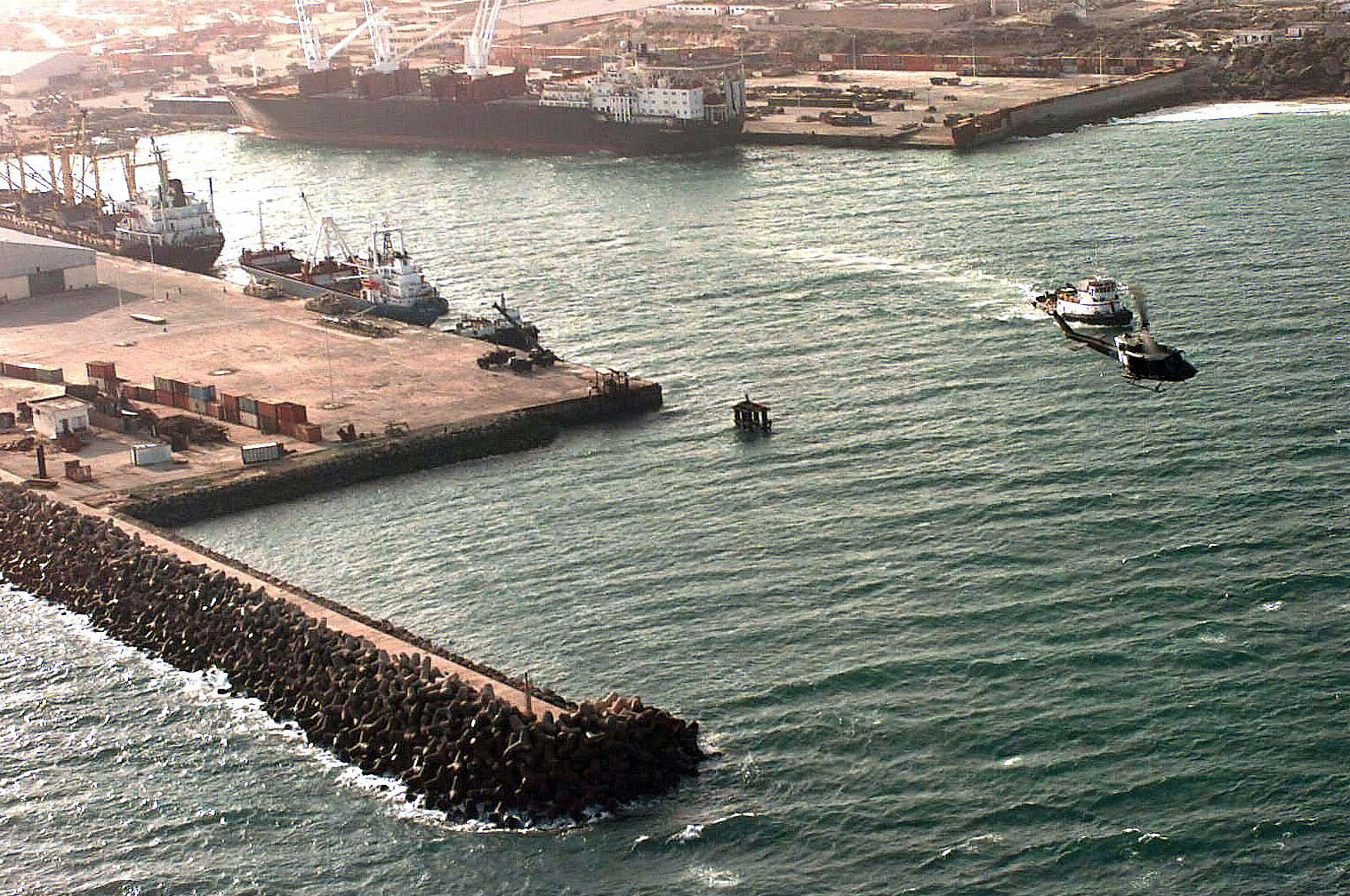
摩加迪休港
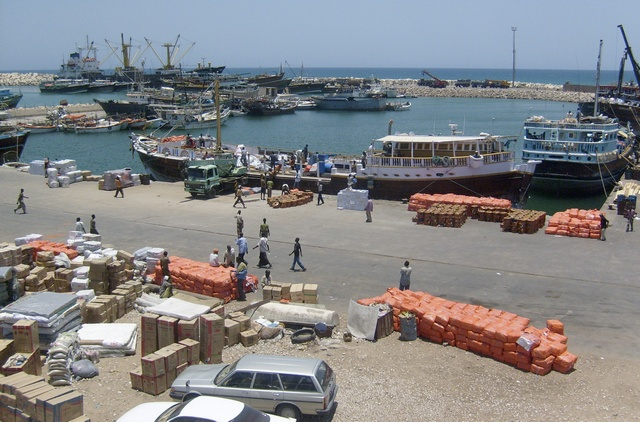
博薩索港
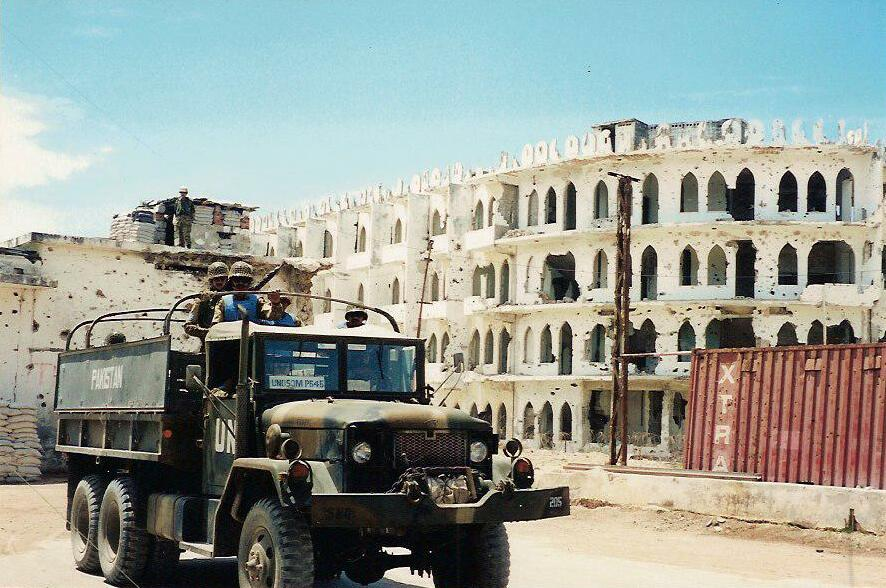
聯合國部隊於街頭
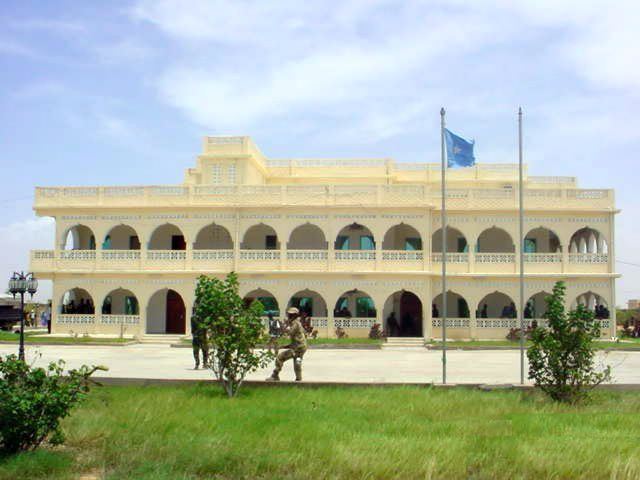
總統府
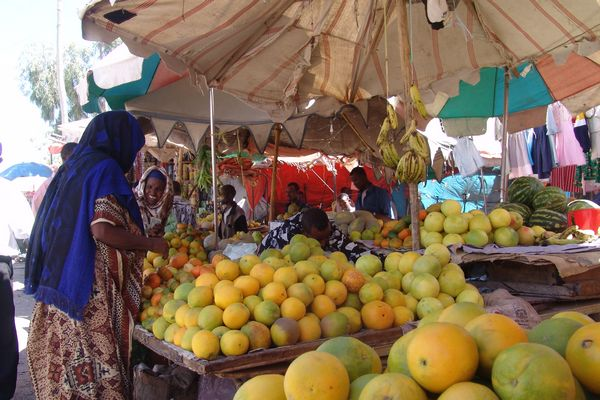
哈尔格萨市場
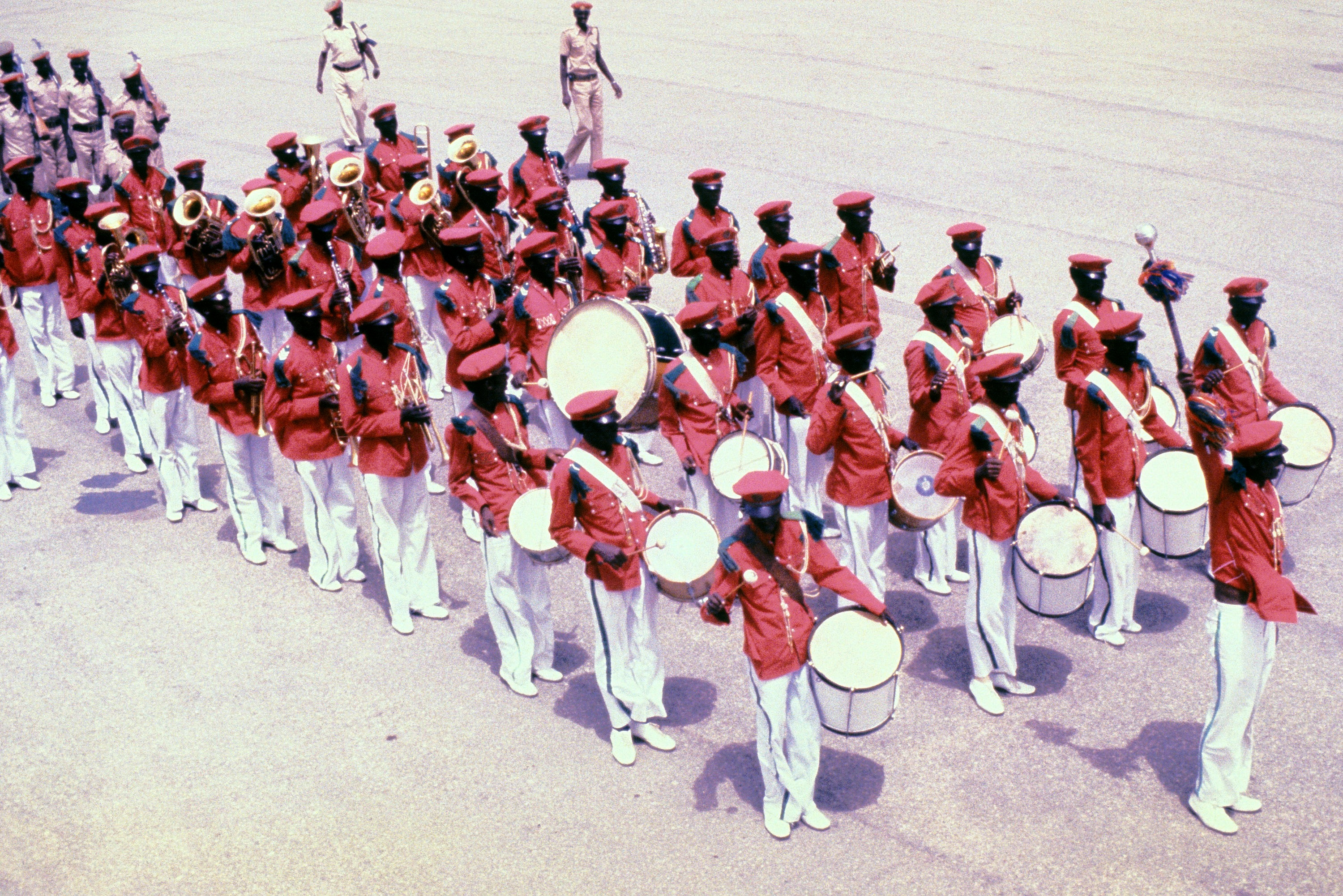
軍樂隊遊行
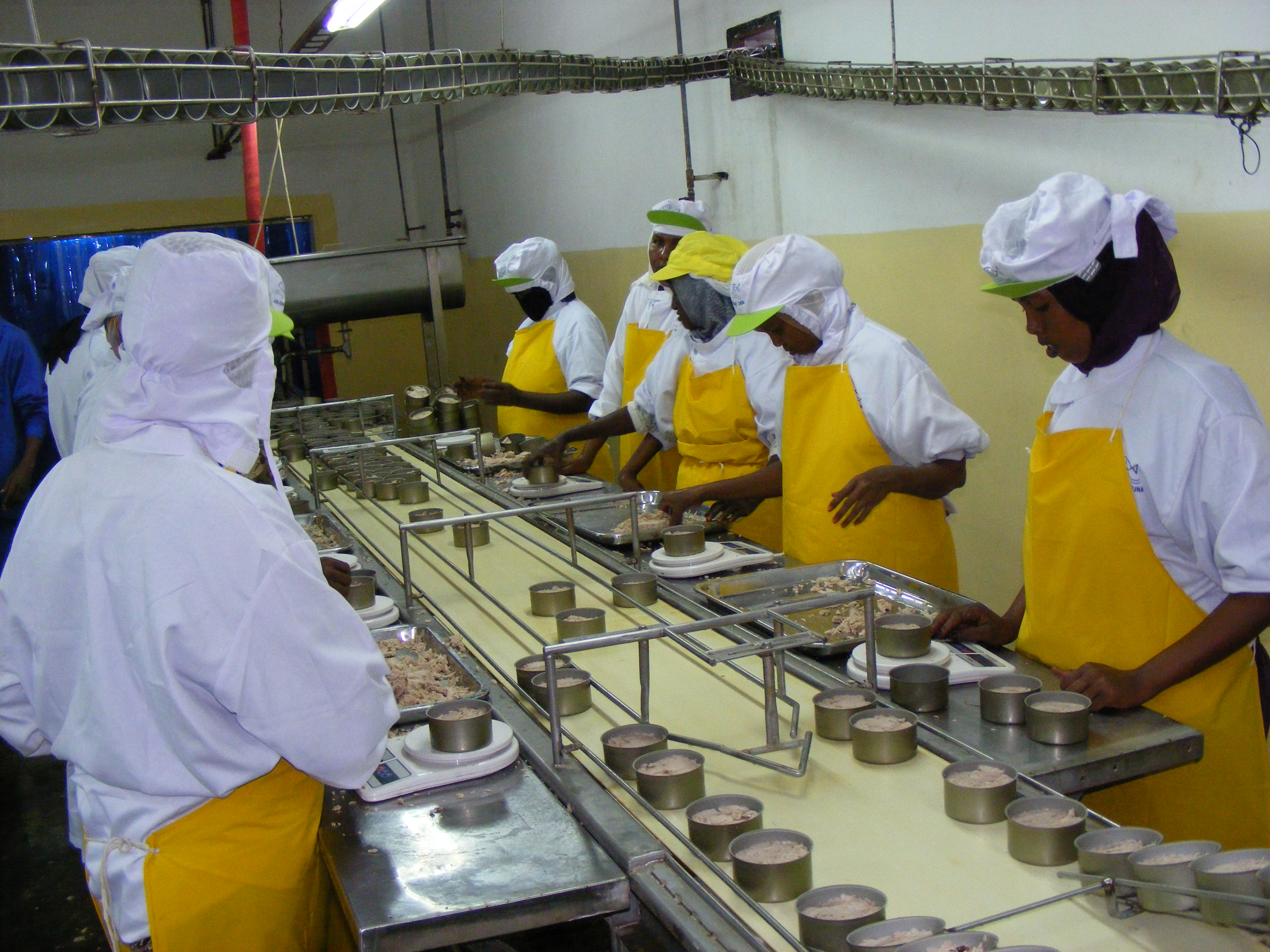
魚罐頭業
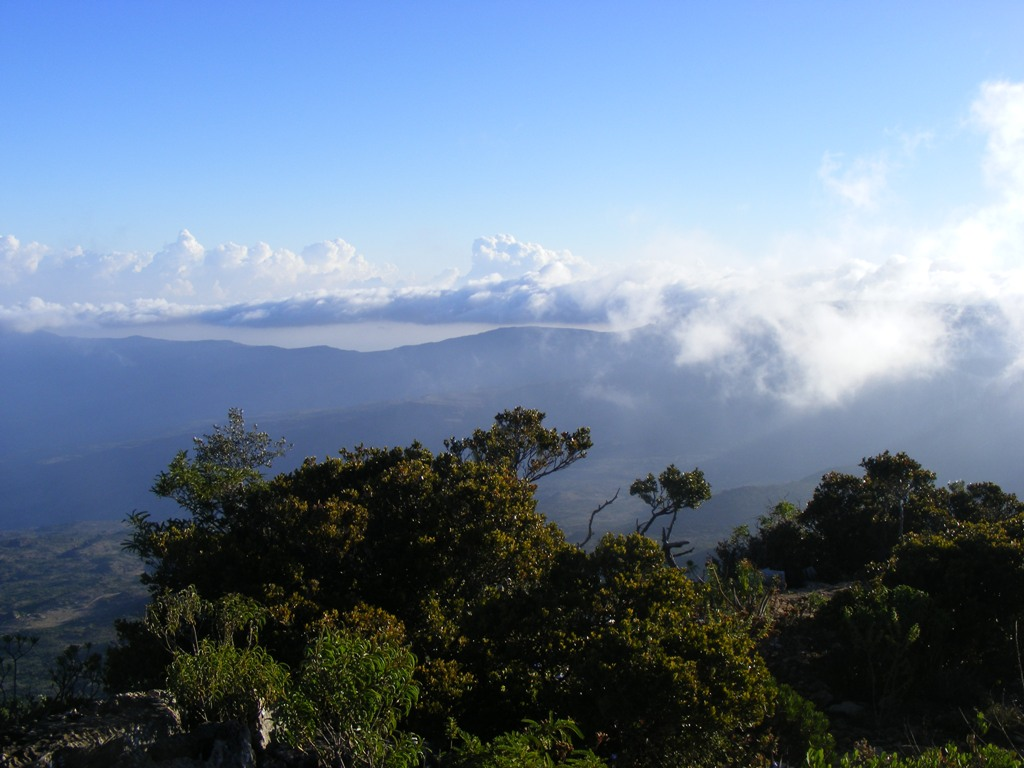
北部森林